# Rinspeed Tatooo.com
Der Rinspeed Tatooo.com ist ein Konzeptfahrzeug des Schweizer Fahrzeugherstellers Rinspeed, das auf dem Genfer Auto-Salon 2000 vorgestellt wurde.
Der Wagen basiert äußerlich auf US-amerikanischen Hot-Rods der 1950er-Jahre, wird jedoch von einem hochmodernen 5,7–Liter-Aluminium–Achtzylindermotor mit 409 PS/301 kW angetrieben, der durch eine nach vorn öffnende Motorhaube zugänglich ist.
Die pneumatische Federung des 245 km/h schnellen Wagens lässt sich von innen mittels einer Schaltfläche verstellen, um die Bodenfreiheit den Straßenverhältnissen anzupassen.
Das Innere des Tatooo.com ist mit imitiertem Schlangenleder und einem terracottafarbenen Fußbelag aus Kunststoff ausgestattet.

## Breathing Observation Bubble
Der Breathing Observation Bubble, kurz B.O.B., ist ein Tauchgerät, das im Auftrag von Rinspeed in Florida hergestellt wurde und auf dem Tatooo.com montiert ist. Der Begriff bezeichnet konkret eine Art „Unterwasser-Motorroller“, der Personen ermöglicht, bis zu neun Meter tief zu tauchen.
Der Kopf befindet sich dabei in einem Luftbehälter und kann frei bewegt werden. Eine Pressluftflasche ermöglicht Tauchgänge von bis zu einer Stunde Dauer.
Alternativ kann zur Fortbewegung an Land eine Ducati Monster 900 S genutzt werden, die auch zur Ausstattung des Wagens gehört.